# Dicranomyia maderensis
Dicranomyia maderensis är en tvåvingeart som först beskrevs av Thomas Vernon Wollaston 1858.  Dicranomyia maderensis ingår i släktet Dicranomyia och familjen småharkrankar. Inga underarter finns listade i Catalogue of Life.